# نادي إكسلسيور
نادي إكسلسيور هو نادي كرة قدم هولندي تأسس عام 1902، ملعب الفريق هو ملعب فودشتاين وهو أصغر ملاعب فرق الدوري حيث يتسع لحوالي 4000 متفرج افتتح عام 2000.

## تاريخ النادي
مع بداية التسعينات احتضن نادي فينورد جاره إكسلسيور وأعتبره بمثابة الفريق الثاني له ، ولقد اسستفاد نادي اكسلسيور بالدعم المادي الذي توفر له و لكن إدارة الفريق قررت عام 2006 أن تستقل بالنادي مرة أخرى وأن يستمر التعاون مع فينورد ، و يضم الفريق الأول لإكسلسيور دائماً عدداً من اللاعبين المعارين من نادي فيينورد .